# Dopełnienie zbioru

Diagram Venna: jest dopełnieniem względem

Dopełnienie zbioru, uzupełnienie zbioru – zbiór wszystkich elementów (pewnego ustalonego nadzbioru), które do danego zbioru nie należą.

## Definicja formalna
Niech dany będzie zbiór {\displaystyle U,} zwany dalej przestrzenią, zbiorem uniwersalnym lub uniwersum, oraz jego podzbiór {\displaystyle A\subseteq U.} Dopełnieniem zbioru {\displaystyle A} nazywa się różnicę
{\displaystyle U\setminus A=\{x\in U\colon x\notin A\},}
oznaczaną zwykle symbolem {\displaystyle A'} lub {\displaystyle A^{\operatorname {c} }}, a w starszych pozycjach także {\displaystyle \complement _{U}A} lub, jeśli {\displaystyle U} jest znane, krótko {\displaystyle \complement A} (litera „c” w niektórych oznaczeniach pochodzi od ang. complement, dopełniać).
Niekiedy spotyka się również oznaczenie {\displaystyle -A}, jednak jeżeli {\displaystyle A} jest zbiorem, na którym określono pewną (addytywną) strukturę algebraiczną, to {\displaystyle -A} może oznaczać wtedy {\displaystyle \{-a\colon a\in A\}.}
- Z definicji wynika, że dopełnienie zbioru zależy od wyboru przestrzeni.
- Korzystając z pojęcia dopełnienia zbiorów, różnicę zbiorów {\displaystyle A,B\subseteq U} można zapisać w postaci:

{\displaystyle A\setminus B=A\cap B'.}

## Własności
Dla dowolnego uniwersum {\displaystyle U} prawdziwe są równości
{\displaystyle \varnothing '=U,\quad U'=\varnothing .}
Dla ustalonego {\displaystyle U} i dowolnego {\displaystyle A\subseteq U} zachodzi
{\displaystyle (A')'=A,}
co oznacza, że operacja dopełnienia jest inwolucją.
Prawdą jest też, iż zbiór i jego dopełnienie są rozłączne,
{\displaystyle A\cap A'=\varnothing ,}
a ich suma daje całe uniwersum,
{\displaystyle A\cup A'=U,}
co oznacza, że {\displaystyle \{A,A'\}} jest rozbiciem zbioru {\displaystyle U.}
Dla danych {\displaystyle A,B\subseteq U} zachodzą prawa de Morgana:
{\displaystyle (A\cup B)'=A'\cap B',}
{\displaystyle (A\cap B)'=A'\cup B'.}
Dodatkowo
{\displaystyle B=A'} pociąga {\displaystyle B'=A.}

## Przykłady
- Dopełnieniem zbioru {\displaystyle \{1,2\}} w zbiorze {\displaystyle \{1,2,3\}} jest zbiór {\displaystyle \{3\}.}
- Dopełnieniem zbioru liczb wymiernych w zbiorze liczb rzeczywistych jest zbiór liczb niewymiernych.
- Dopełnieniem prostej na płaszczyźnie euklidesowej jest suma dwóch rozłącznych otwartych półpłaszczyzn.
- Dopełnieniem zbioru {\displaystyle \{0,1,2\}} w przestrzeni liczb naturalnych jest zbiór liczb naturalnych większych od {\displaystyle 2,} natomiast w przestrzeni {\displaystyle \{-1,0,1,2,3,4,5\}} jest to zbiór {\displaystyle \{-1,3,4,5\}.}